# Seenotrettungsübung

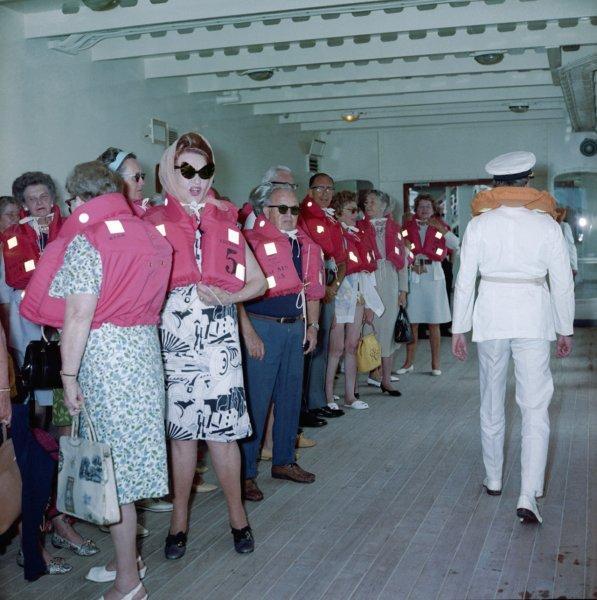
Passagiere der Kungsholm bei der Seenotrettungsübung

Die Seenotrettungsübung ist im Internationalen Übereinkommen zum Schutz des menschlichen Lebens auf See (SOLAS) festgelegt. Sie soll, als Reaktion auf den Untergang der Titanic, die Sicherheit von Passagieren und Schiffsbesatzungen garantieren. Auf einer Kreuzfahrt ist sie die einzige Pflichtveranstaltung für alle Passagiere.
Gemäß der SOLAS-Vorgaben muss die Seenotrettungsübung innerhalb der ersten 24 Stunden auf See durchgeführt werden. Seit der Havarie der Costa Concordia, die bereits innerhalb des gesetzlich vorgeschriebenen 24-Stunden-Zeitraums kenterte, wird die Seenotrettungsübung jetzt überwiegend vor dem Ablegemanöver durchgeführt.

## Ablauf
Der Zeitpunkt der Seenotrettungsübung wird bereits beim Check-in bekanntgegeben und kurz vorher über die Bordlautsprecheranlage angekündigt. Mit Auslösung des Generalalarms müssen sich dann alle Passagiere zur zugeordneten Musterstation begeben. Dabei gibt es unterschiedliche Verfahren:
- Bei den Schiffen von AIDA Cruises und Nico Cruises lagern die Rettungswesten in der Kabine. Alle Passagiere müssen ihre mit Kabinennummer und Musterstation gekennzeichneten Rettungswesten anlegen und sich auf der Musterstation einfinden. Zusätzlich befinden sich Reserve-Rettungswesten an den Bootsdecks.
- Bei den Schiffen von TUI Cruises lagern die Rettungswesten bereits auf der Musterstation und müssen bei der Übung nicht angelegt werden. Dieses Verfahren hat den Vorteil, dass man im Ernstfall direkt zur Musterstation gehen kann und die Rettungsweste nicht erst in der Kabine abgeholt werden muss.

Die Seenotrettungsübung wird erst beendet, wenn sich alle Passagiere auf den Musterstationen eingefunden haben.